# ウォルト・ディズニー・スタジオ
ウォルト・ディズニー・スタジオ (The Walt Disney Studios) は、映画の製作を取り扱う、ウォルト・ディズニー・カンパニーの三大部門であるディズニー・エンターテインメント傘下のスタジオ・コンテンツ部門である。カリフォルニア州バーバンクに本社を置く。「ビッグ5」のひとつであり、アメリカ合衆国の主要映画スタジオの中でも4番目に古い1923年に設立された。
ウォルト・ディズニー・スタジオ部門には、 ウォルト・ディズニー・ピクチャーズ、ウォルト・ディズニー・アニメーション・スタジオ、ピクサー・アニメーション、マーベル・スタジオ、ルーカスフィルム、20世紀スタジオ、サーチライト・ピクチャーズが含まれている。ウォルト・ディズニー・スタジオ・モーション・ピクチャーズは、この部門が製作したコンテンツを劇場上映とストリーミングサービスの両方に向けて配給・配信している。
2019年、世界興行収入132億ドルという業界最高記録を達成した。世界の歴代最高興行収入トップ10のうち8作品を公開し、歴代最高興行収入を記録した2つの映画フランチャイズを有している。
モーション・ピクチャー・アソシエーション（MPA）のメンバーである。

## バックグラウンド
ウォルト・ディズニー・プロダクションは、1934年に最初の長編アニメーション映画の制作を開始した。3年の歳月をかけて完成した『白雪姫』は1937年12月に公開され、1939年には当時の最高興行収入を記録した作品となった。1940年代に入ると、ディズニーは長編実写映画の製作に着手し、『リラクタント・ドラゴン』（1941年）や『南部の唄』（1946年）といった実写とアニメーションのハイブリッド作品を発表した。同じ10年間に、スタジオは自然ドキュメンタリー映画の制作を開始し、『あざらしの島』（1948年）は『自然と冒険記録映画』シリーズの第1作で、後にアカデミー賞短編実写賞を受賞した作品である。
ウォルト・ディズニー・プロダクションは1950年に初の全編実写映画となる『宝島』を公開した。ディズニーは、後に今日のウォルト・ディズニー・ピクチャーズへと発展していく会社のコンセプトを正式に決定したと考えられている。1953年には、RKOラジオ・ピクチャーズやユナイテッド・アーティスツといった他の配給会社との契約を解消し、独自の配給会社ブエナ・ビスタ・ディストリビューションを設立した。ウォルト・ディズニー・プロダクションは1959年にゴールデンオーク牧場を購入し、バーバンクのメインスタジオに加え、長編映画やテレビシリーズの制作を開始した。

## 歴史

### 1980年代
1980年代には、ウォルト・ディズニー・カンパニーの映画部門は、ハリウッドの主要な映画スタジオの一つとして浮上した。その主な理由は、ブランド戦略における新しい取り組み、ウォルト・ディズニー・プロダクションのアニメーション作品の復活、タッチストーンを中心とした前例のない興行的成功にある。ウォルト・ディズニー・プロダクションの映画部門は、1983年4月1日、ウォルト・ディズニー・ピクチャーズとして法人化された。1983年4月、リチャード・バーガーがディズニーのCEOであるロン・W・ミラーに映画社長として採用された。タッチストーン・フィルムはミラーによって1984年2月にスタジオのPG指定作品の制作会社として設立され、ディズニーの年間6本から8本の映画の半分がこのブランドで公開される予定だった。同年後半、マイケル・アイズナーが映画部門のCEOをジェフリー・カッツェンバーグと映画スタジオの社長リチャード・H・フランクを迎え、ウォルト・ディズニー・プロダクションの新しいCEOが任命され、バーガーは退任した。タッチストーンは1984年2月15日に、ハリウッド・ピクチャーズは1989年2月1日に、それぞれの部門内に設立された。
1984年10月、デイリーバラエティは、アイズナーのディズニー会長への就任とその計画により、ディズニーを7番目のメジャー映画スタジオと位置づけていた。1984年末、フレッド・シルバーマンと彼のプロダクションであるインターメディアは、ウォルト・ディズニー・スタジオと契約を結んだ。1985年に設立されたシルバー・スクリーン・パートナーズII, L.P.はディズニーのために1億9300万ドルの資金を提供し、映画に出資した。1987年1月、シルバー・スクリーンIIIは、E.F.ハットンによる映画製作の投資先として最高額となる3億ドルを調達し、ディズニーのために映画への融資を開始した。また、1985年には、テレビ制作会社のウィット／トーマス／ハリス・プロダクションが、長編映画とテレビ番組を制作する契約をディズニーと結び始める。
1987年、これまで自主製作映画を時々製作していたウォルト・ディズニー・スタジオは、 「総合的な映画会社」になるために積極的に作品を出資する計画を立て 、サークル・フィルムの元幹部であるクリス・ザーパスを制作・投資担当副社長に迎え、「がんばれ！がんばれ！ベンジー」と「アーネスト キャンプに行く!」の2本を制作し、投資の重要性を新たに示した。
1987年6月、ウォルト・ディズニー・スタジオは、ウォルト・ディズニー・ピクチャーズとテレビジョンの財務・管理部門を含む親会社の部門再編を決定し、新設された副社長にジョン・コバス、リンダ・ステファンセン、アン・ウォルデック、ロイド・ウェンドコスの4 名を任命し、コバスはブエナ・ビスタ・ピクチャーズ・ディストリビューションの管理担当副社長に、リンダ・ステファンセンはウォルト・ディズニー・ピクチャーズのマーケティング部門の財務担当ディレクターから同社の管理担当副社長に、アン・ワルデックはブエナ・ビスタ・ホーム・ビデオの管理担当副社長に、ロイド・ウェンドコスはブエナ・ビスタ・インターナショナルので管理担当副社長に昇任したが、このたび、コバス、ステファンセン、そしてロイド・ウェンドコスは新たに、同社の管理担当副社長となった。
1988年4月、タッチストーンはウォルト・ディズニー・ピクチャーズの一部門となり、新たにリカルド・メストレスが代表に就任した。1988年12月までにいくつかの製作会社が映画製作から手を引いたり、オフィスを閉鎖したりしたため、ウォルト・ディズニー・スタジオは、その穴を埋めるために、タッチストーンと共同でマーケティングと配給のみを行う部門として、ハリウッド・ピクチャーズの設立を発表した。ウォルト・ディズニー・テレビジョンとタッチストーン・テレビジョンは、1989年4月18日にウォルト・ディズニー・スタジオのネットワークテレビ担当社長であるガース・アンシェの下にグループ化された。
1980年代後半、ディズニーはパシフィック・シアターズのチェーンを獲得し、ブエナ・ビスタ・シアターズとパシフィックは1989年までにエル・キャピタン劇場とクレストを改装することになった。クレストが先に完成し、エル・キャピタンは1991年6月19日に映画『ロケッティア』のプレミアでオープンした。

### 1990年代
1990年9月、ウォルト・ディズニー・カンパニーは、ディズニーのために製作されたインタースコー・フィルムに対し、野村證券の投資部門が2億ドルを上限とする融資を手配した。1990年10月23日、ディズニーは映画会社の主要な資金源として、シルバー・スクリーン・パートナーシップ・シリーズに取って代わるものとして、タッチウッド・パシフィック・パートナーズIを設立した。1992年、ウォルト・ディズニー・スタジオは、退社した20世紀フォックスの会長ジョー・ロスのために、制作会社キャラバン・ピクチャーズに出資することに合意した。1993年、ミラマックス・フィルムズがディズニーに6000万ドルで買収された。
1992年3月30日、ウォルト・ディズニー・スタジオは、KCAL-TVをパインランドに売却し、パインランドの45％の株式を取得することに合意した。このことにより、ロサンゼルスとニューヨークの二つの大都市のテレビ局に関心を持ち、オリジナル番組を増やすことが可能になる。しかし、パインランドは5月にクリスクラフト・インダストリーズからの指名を受け、ディズニーのKCALとの経営統合は実現しなかった。
ウォルト・ディズニー・ピクチャーズとタッチストーン・ピクチャーズの社長だったデビッド・ホバーマンは、1994年4月にカッツェンバーグによってウォルト・ディズニー・スタジオの映画部門の社長に昇格し、リカルド・メストレスは制作契約と引き換えにハリウッド・ピクチャーズの社長から退任することになった。
1994年8月24日、カッツェンバーグの辞任に伴い、ウォルト・ディズニー・スタジオは、新たにテレビグループを分離して再編成された。リチャード・フランクは、新たに設立されたウォルト・ディズニー・テレビジョン＆テレコミュニケーション（WDTT）の責任者になった。ロスはキャラバン・ピクチャーズから移籍し、会長として残りのウォルト・ディズニー・スタジオの指揮を執ることになった 。ホバーマンは1995年1月に社長を退任し、自身のプロダクションであるマンデヴィル・フィルムズと5年間の複数作品の契約を結んだ。
ロスは1996年にウォルト・ディズニー・スタジオの会長に就任した。1996年4月、ディズニーとキャプタルシティ/ABCの合併後の再編が進み、社長が退任したため、WDTTグループの部門は他のグループに移され、ほとんどはウォルト・ディズニー・スタジオかキャプタルシティ/ABCに移された。スタジオに戻ったのは、ウォルト・ディズニー・テレビジョン、ディズニー・テレビジョン・アニメーション、タッチストーン・テレビジョン、ブエナ・ビスタ・ホーム・エンターテイメントである。
ブエナ・ビスタ・インターナショナル・ラテンアメリカと他の二社は、1997年にアルゼンチンの製作会社パタゴニック・フィルム・グループのオーナーとなった。1997年後半、ディズニーはコンソーシアム・ド・レアリゼーションのエピックの映画ライブラリーに名乗りを上げたが、ポリグラム・フィルムド・エンターテインメントに敗れた。
ディズニーのブエナ・ビスタ・ディストリビューションとシナージ・ピクチャーズは25作品の配給契約を結び、ディズニーはシナージの株式の5％を取得した。この契約で9本の映画が完成後、1997年11月22日、シナージは12本の映画ライブラリー（20世紀フォックスと共同製作した「ダイ・ハード3」を除く）をディズニーに2000万ドルで売却し、ディズニーのシナージ株、3540万ドルの製作前金、その他のローンと交換した。
1998年、ロスは、ディズニー、タッチストーン、ハリウッドの映画製作部門を統合し、デビッド・ヴォーゲルの下でリーダーシップをとるブエナ・ビスタ・モーション・ピクチャーズ・グループを結成した。これは、さまざまな制作部門を一元化し、ディズニー内の実写映画制作をよりコスト効率の良いものにするためであった。ロスはまた、スタジオの年間制作スケジュールを削減するべきだと判断した。1998年8月、キャラバンの共同設立者であるロジャー・バーンバウムはロスに促されて退社し、元モーガン・クリーク・プロダクションの副会長兼COOのゲイリー・バーバーと共同でスパイグラス・エンターテインメントを設立し、このときディズニーは、キャラバンの映画の公開スケジュール、5年間の配給契約、前金をスパイグラスに譲渡した。キャラバンの残りの3作品が公開された後、同社は活動を停止した。2000年5月までに、ディズニーはスパイグラスの株式を取得した。
1999年1月にピーター・シュナイダーがスタジオの社長に、トーマス・シューマッハがウォルト・ディズニー・フィーチャー・アニメーションとウォルト・ディズニー・シアトリカル・プロダクションズの社長に昇進し、二人はディズニー・シアトリカル・グループの共同社長に就任した。シュナイダーは初代スタジオ社長として、ディズニー系列の映画で公開されるすべての作品の統括を行うことになった。7月、ブエナ・ビスタ・テレビジョン・プロダクションを含むウォルト・ディズニー・テレビジョンがウォルト・ディズニー・スタジオからABCテレビジョン・ネットワークに移され、ABCのプライムタイム部門と合併し、ABCエンターテインメント・テレビジョン・グループが設立された。

### 2000年代
ロスは2000年1月に自身のプロダクションを設立するために退社し、シュナイダーはスタジオの会長に就任した。シュナイダーは2001年6月にウォルト・ディズニー・スタジオを去り、ディズニーが一部出資する自身の舞台制作会社を設立した。後任は決まっていなかったが、ウォルト・ディズニー・モーション・ピクチャーズ・グループ（配給）の会長であるディック・クック、ウォルト・ディズニー・アニメーションの社長であるトーマス・シューマッハ、ブエナ・ビスタ・モーション・ピクチャーズ・グループ（製作）の社長であるニーナ・ジェイコブソンが、現職を継続しながらシュナイダーの責任を引き継ぐことになった。2002年2月、クックはスタジオ会長に就任した。2002年1月、ブエナ・ビスタ・インターナショナル・ラテンアメリカは、テレフォニカのコンテンツ制作・配給部門であるアドミラと、主にブラジルとメキシコの映画制作のための合弁制作会社ミラビスタを設立した。
2003年1月、ディズニーは経営改善と新キャラクターやフランチャイズ開発への注力を目的をすることを決定した。ウォルト・ディズニー・フィーチャー・アニメーション（ウォルト・ディズニー・テレビジョン・アニメーションを除く）とブエナ・ビスタ・シアトリカル・ワールドワイドは、ウォルト・ディズニー・スタジオの下に組織された。2003年、同スタジオは世界興行収入30億ドルという記録を打ち立てた。
2005年9月、ディズニーとキングダム・フィルムは合弁会社マジック・フィルムを設立し、続編を含まない32本の映画作品に資金を提供することになった。キングダムは、1億3500万ドルの出資と3億7000万ドルの融資枠を提供することになった。ディズニー・チャンネルの一作品である「ハイスクール・ミュージカル/ザ・ムービー」を除き、キングダムは2008年12月にディズニーを提訴した。2005年12月、アラン・バーグマンはウォルト・ディズニー・スタジオの社長に昇格した。
2006年1月、ウォルト・ディズニー・カンパニーがCGアニメーションの大手ピクサーを買収することを発表した。この買収は2006年5月5日に最終決定された。ピクサー幹部のエド・キャットマルは、ピクサーとディズニーの長編アニメーションスタジオの社長を兼任することになった。ピクサーの副社長であるジョン・ラセターは、ピクサーとフィーチャー・ アニメーション・スタジオのチーフ・クリエイティブ・オフィサーとなり、またディズニー・テーマパークの新しいアトラクションの開発にも貢献した。
2006年7月、ディズニーはウォルト・ディズニー・ピクチャーズ作品を増やし、タッチストーン作品を減らす戦略転換を発表した。これにより、全世界で約650人の人員削減が見込まれている。これは実写映画製作本数を年間20本ペースから年間12本から15本を予定していたコスト削減の動きだった。
ザ・マペッツ・スタジオは2004年に買収されて以来、他のさまざまな部門グループに移管された後、2006年にウォルト・ディズニー・スタジオのスペシャル・イベント・グループに吸収された。2007年4月、ディズニーはブエナ・ビスタのブランドを撤廃した。ブエナ·ビスタ·モーション·ピクチャーズ·グループとブエナ·ビスタ·ピクチャーズ·ディストリビューションは、それぞれウォルト・ディズニー·モーション·ピクチャーズ·グループとウォルト・ディズニー·スタジオ·モーション·ピクチャーズに改名された。ハリウッド・ピクチャーズも解散した。2007年7月、ディズニーのCEOボブ・アイガーは、ウォルト・ディズニー・ピクチャーズの映画で喫煙やたばこ製品の描写を禁止し、タッチストーンとミラマックスの映画でもそのような描写を制限した。
2008年4月、スタジオは自然のドキュメンタリー映画制作部門であるディズニーネイチャーの設立を発表した。スタジオは、作家兼俳優のアーメット・ザッパ、テレビ局幹部のハリス・カトルマン、作家兼編集者のクリスチャン・ベラネックを中心に、5月にキングダム・コミックという部門を立ち上げた。キングダムは、映画化の可能性のある新しい作品の創造と、ディズニー・ライブラリーの中から過去の映画のリメイクや再構築を行うことを目的としており、出版分野ではディズニー・パブリッシング・ワールドワイドが優先されることになった。
2009年2月9日、ドリームワークス・スタジオスは、同スタジオのタッチストーン・ピクチャーズの名義で、2011年にスタートした同スタジオのタッチストーン・ピクチャーズを通じて2011年から7年間、30作品の配給契約を締結した。また、ディズニーとドリームワークスが制作費を共同で負担することも含まれている。
2009年9月18日、クックはボブ・アイガーから要求されたとされ、アイガーが必要と感じていた改革に抵抗したことと、前年の業績不振を理由に、会長職を解任された。彼はその後、2009年10月5日にディズニー・チャンネル・ワールドワイドの社長リッチ・ロスが後任として就任した。

### 2010年代
2009年8月、ウォルト・ディズニー・カンパニーがマーベル・エンターテインメントの買収を発表した。この買収は、2009年12月に42億ドルで買収を完了した。ディズニーは2010年10月にパラマウント・ピクチャーズとの間で、マーベルの「アベンジャーズ」と「アイアンマン3」の全世界でのマーケティングと配給権を譲る契約を締結した。
2012年4月20日、ロスはスタジオの会長として解雇された。2012年5月31日、ワーナー・ブラザースの元会長であるアラン・ホーンが会長に就任した。2012年10月30日、ルーカスフィルムはウォルト・ディズニー・カンパニーによる買収に合意し、新たなスター・ウォーズ三部作が発表された。この買収は12月21日に完了した。同日、ディズニーは2016年からネットフリックスでウォルト・ディズニー・ピクチャーズ、ウォルト・ディズニー・アニメーション・スタジオ、ピクサー・アニメーション・スタジオ、マーベル・スタジオ、ディズニーネイチャーの長編映画をアメリカ国内での独占配信することに合意し、2015年をもってStarzとの契約を終了することとなった。
2013年4月、ウォルト・ディズニー・スタジオはマーケティング部門とホームエンターテインメント部門のスタッフを含む150人をレイオフした。2013年7月、ディズニーは、これまでパラマウントが持っていたマーベル・スタジオのアイアンマン、アイアンマン2、マイティ・ソー、キャプテン・アメリカ/ザ・ファースト・アベンジャーの全ての権利を獲得した。同年12月、ディズニーはパラマウント・ピクチャーズからインディ・ジョーンズの将来の映画の配給権およびマーケティングに関する権利を獲得した。パラマウントは、引き続き前4作の配給し、新作に至っては " 資金面での参加 " を受けることになる。2015年3月、アイガーは喫煙とたばこの禁止範囲を拡大し、そのような描写が歴史的に適切でない限り、PG-13指定以下の作品も含め、同スタジオが公開しているすべての作品を対象に含めた。2014年3月6日の発表前に、上海メディアグループピクチャーズと、ディズニーブランドの映画に中国のテーマを取り入れるという複数年の映画制作契約を締結している。
2015年8月、マーベル・スタジオはウォルト・ディズニー・スタジオに統合され、社長のケヴィン・ファイギはマーベル・エンターテイメントのCEOのアイザック・パルムッターではなく、ディズニーのスタジオチーフであるアラン・ホーンの直属の部下となった。パルムッターは2019年までマーベル・テレビジョンとマーベル・アニメーションを統括し続け、その後にマーベル・スタジオに再編成された。 
2016年1月、ドリームワークスがアンブリン・パートナーズに再編された際、ディズニーは未払いの融資に対する補償として、配給したドリームワークスの全作品の所有権を獲得した。同年後半、ディズニーはドリームワークスの配給契約における14作目である「光をくれた人」 はタッチストーンの名義で公開された最後の作品でもある。
2016年12月19日、ウォルト・ディズニー・スタジオは、世界興行収入70億ドルを達成した最初のメジャースタジオとなった。これはユニバーサルの2015年の68億9000万ドルの記録を上回っており、ディズニーはその年のトップ10の映画のうちの5作品でそれを成し遂げ、そのうちの記録的な4作品、「ジャングル・ブック」 、「ファインディング・ドリー」 、『シビル・ウォー/キャプテン・アメリカ』、『ローグ・ワン/スター・ウォーズ・ストーリー』の4作品が、オープニング週末の興行収入が1億ドルを超えるという記録したことで達成した。2016年には4本の映画の興行収入が10億ドルを超え、世界全体では9億6600万ドルに達した。二つのスタジオ部門 (ピクサーとマーベル・スタジオ) を合わせた全ライブラリーの興行収入は100億ドルを超えた。
2017年11月、スタジオは、アナハイム地区におけるディズニーの政治的影響力について、同社が「偏った、不正確な」と判断した報道を掲載したロサンゼルス・タイムズの記者が、映画の試写会に参加することを一時禁止した。ボイコット運動がいくつかの著名な評論家や雑誌の間で浮上した後（ワシントンポストのブロガーであるアリッサ・ローゼンバーグ、ニューヨークタイムズ、ボストングローブの評論家タイ・バーを含む） 、複数の主要映画評論家協会が報復としてディズニー映画を年末の賞から失格させると脅したため、ディズニーは「我々の特定の懸念について新しく就任したロサンゼルスタイムズの指導者と有益な議論を行った」と述べ、禁止措置を撤回した。
ディズニーは2017年12月、21世紀フォックスを524億ドルで買収する計画を発表した。2018年3月に21世紀フォックスの資産を統合する準備に向けて、ディズニーは新たにウォルト・ディズニー・ダイレクト・トゥ・コンシューマー&インターナショナルという部門を創設し、2つの部門を統合し、ジャニス・マリネリ率いるウォルト・ディズニー・スタジオ ホームエンターテイメントを含む様々な部門を新部門に移行した。2018年6月28日、ディズニー・トゥーン・スタジオは閉鎖された。
2018年6月8日、ディズニーはラセターが年内に退社するが、それまではコンサルティングの役割を引き受けると発表した。2018年6月19日には、ラセターの後任としてピート・ドクターとジェニファー・リーがそれぞれピクサーとディズニー・アニメーションのチーフ・クリエイティブ・オフィサーに就任することが発表された。
2018年12月、スタジオは年間を通しての世界興行収入が70億ドルを突破した。 歴代スタジオの70億ドル突破は、ディズニー自身が2016年に達成した業界記録となる世界興収76億ドルに次いで、史上2番目の記録となった。 
21世紀フォックスの買収に続いて、ディズニーはFOXエンターテインメント・グループ（20世紀フォックス、フォックス・サーチライト・ピクチャーズ、フォックス2000ピクチャーズ、20世紀フォックス・アニメーション、ブルースカイ・スタジオ、フォックス・ファミリーを含む）の映画部門をウォルト・ディズニー・スタジオに統合すると発表した。20世紀スタジオ、サーチライト・ピクチャーズ、フォックス2000ピクチャーズ、20世紀フォックス・アニメーションなどがウォルト・ディズニー・スタジオの子会社へと再編された。この買収に伴い、フォックスのフィルム・エンターテインメントCEOのステイシー・スナイダーは退任した。フォックスの幹部であるエマ・ワッツ、ナンシー・アトリー、スティーブン・ギルーラは、2019年3月20日にウォルト・ディズニー・カンパニーに入社した。2019年3月21日、ディズニーはフォックス2000名義で製作中の作品を公開した後、年内にブランド名を閉鎖することを発表した20世紀フォックス・アニメーションも会長のホーンのもとに直轄するよう再編成された。20世紀フォックスとその関連スタジオは、フォックス・コーポレーションからの7年間の賃貸契約により、センチュリーシティのスタジオ用地に本社を維持することになる。 
2019年5月1日、社長のアラン・バーグマンは共同会長に昇格した。ホーンは、スタジオのチーフ・クリエイティブ・オフィサーの称号を新たに与えた。
ディズニーは、20世紀フォックスを中心に、制作部門と視覚効果部門で、スタジオのレイオフを発表した。また、2019年7月31日には、フォックス・リサーチ・ライブラリーを2020年1月までにウォルト・ディズニー・アーカイブとイマジニアリング・リサーチ・ライブラリーに統合することを発表した。2019年9月にロンドン近郊のパインウッドスタジオの大部分をパインウッドグループから2020年から約10年間に渡る賃貸契約を結んだと発表した。
2019年8月、ディズニーは、1年間に世界興行収入が10億ドルを超えた作品が5本あった最初のスタジオとなった。ウォルト・ディズニー・スタジオは、2019年12月に世界興行収入100億ドルに到達した最初のメジャースタジオとなり、2016年の記録を更新した。スタジオは、2019年末までには、全世界で132億ドルの興行収入を獲得していた。ディズニーは、『アベンジャーズ/エンドゲーム』、『ライオン・キング』、『キャプテン・マーベル』、『トイ・ストーリー4』、『アラジン』、『アナと雪の女王2』、『スター・ウォーズ/スカイウォーカーの夜明け』が10億ドル以上を稼ぎ出して、これを達成した。 

### 2020年代
2020年1月17日、ウォルト・ディズニー・スタジオは、買収し子会社とした20世紀フォックスとフォックス・サーチライト・ピクチャーズの社名から「フォックス」ブランドを改名すると発表した。2つの映画製作スタジオは、それぞれ20世紀スタジオとサーチライト・ピクチャーズに名前が変更された。他のディズニー映画の部門と同様に、20世紀スタジオで製作された映画は同年、ウォルト・ディズニー・スタジオ・モーション・ピクチャーズから配給されるようになった。 
サーチライト・ピクチャーズは、引き続き独立した配給部門として続けている。
2020年12月、2021年1月1日よりバーグマンが会長に就任し、クリエイティブ、制作、マーケティング、運営を統括することが発表され、ホーンはスタジオのチーフクリエイティブオフィサーとして残り、ディズニーのクリエイティブ・パイプラインに専念し、バーグマンと共同でスタジオのクリエイティブ・プランに取り組むことを発表された。
2021年2月9日、ディズニーは、現在進行中のCOVID-19パンデミックが同社の事業に経済的影響を与え続けていることもあり、ブルースカイ・スタジオを2021年4月をもって閉鎖することを発表した。ディズニーにとって、第3の長編アニメーションスタジオを運営することは維持できなくなったのである。なお、同スタジオの映画ライブラリーおよびIP（知的財産）は、引き続きディズニーが保有する予定である。
ディズニー・ミュージック・グループは、2023年2月8日にウォルト・ディズニー・スタジオの下に戻って再編された。2023年4月26日、20thデジタル・スタジオは解散した。

## 部門・子会社
主にアニメーション映画から実写映画まで幅広く制作している。

### モーション・ピクチャーズ・グループ
- ウォルト・ディズニー・ピクチャーズ (Walt Disney Pictures)
- ウォルト・ディズニー・アニメーション・スタジオ (Walt Disney Animation Studios)
- ディズニーネイチャー (Disneynature)
- ピクサー・アニメーション・スタジオ (Pixar Animation Studios) - 著作権表記は「Disney・PIXAR」。
- マーベル・スタジオ (Marvel Studios) - マーベル・コミックを原作とした映画・テレビ会社。
  - マーベル・TV・スタジオ (Marvel TV Studios) - 2020年1月22日にマーベル・エンターテインメントが、自社のテレビ部門として再始動[129][130]した。
  - マーベル・アニメーション (Marvel Animation)
- ルーカスフィルム (Lucasfilm) - ジョージ・ルーカスが設立した映画会社。
  - ルーカスフィルム・アニメーション (Lucasfilm Animation)
  - スカイウォーカー・サウンド (Skywalker Sound)
  - インダストリアル・ライト&マジック (Industrial Light & Magic)
- 20世紀スタジオ (20th Century Studios)[131][132][122]
  - 20世紀ファミリー (20th Century Family)
- 20世紀アニメーション (20th Century Animation)
- サーチライト・ピクチャーズ (Searchlight Pictures)
- リージェンシー・エンタープライズ (Regency Enterprises)
  - ニュー・リージェンシー・プロダクション (New Regency Productions)
- ミラビスタ映画 (Miravista Films)
- パタゴニック・フィルム・グループ (Patagonik Film Group)

### ディズニー・ミュージック・グループ
- - ウォルト・ディズニー・レコード (Walt Disney Records)
  - ハリウッド・レコード (Hollywood Records)
  - マーベル・ミュージック (Marvel Music)

### シアトリカル・グループ
- ディズニー・シアトリカル・プロダクションズ (Disney Theatrical Productions)
- ウォルト・ディズニー・クリエイティブ・エンターテインメント (Walt Disney Creative Entertainment) - 親会社のウォルト・ディズニー・イマジニアリングと連携。
- ディズニー・ライブ・ファミリー・エンターテインメント (Disney Live Family Entertainment)
  - ディズニー・オン・アイス (Disney on Ice)
  - ディズニー・ライブ! (Disney Live!)

### スタジオ・オペレーションズ
- ウォルト・ディズニー・コア・スタジオ (Walt Disney Core Studios)
- ディズニー・プロスペクト・スタジオ (Disney's Prospect Studios)
- ディズニー・ゴールデン・オークランチ (Disney's Golden Oak Ranch)
- ディズニー・スタジオ・オーストラリア (Disney Studios Australia)

### 過去
- タッチストーン・ピクチャーズ (Touchstone Pictures)
- ウォルト・ディズニー・テレビジョン (Walt Disney Television) - ディズニー・メディア・ネットワークに移動。
- ハリウッド・ピクチャーズ (Hollywood Pictures)
- キャラバン・ピクチャーズ (Caravan Pictures)
- ミラマックス・フィルムズ (Miramax Films)
  - ディメンション・フィルムズ (Dimension Films)
- ウォルト・ディズニー・スタジオ・モーション・ピクチャー・プロダクション (Walt Disney Studios Motion Picture Production) - 現在はディズニー・プラットフォーム・ディストリビューション傘下である。
- ウォルト・ディズニー・スタジオ・ホーム・エンターテイメント (Walt Disney Studios Home Entertainment) - ホームビデオ。現在はディズニー・プラットフォーム・ディストリビューション傘下である。
- ディズニートゥーン・スタジオ (DisneyToon Studios)
- ブルースカイ・スタジオ (Blue Sky Studios)
- ザ・マペッツ・スタジオ (The Muppets Studio) - ディズニー・エクスペリエンスに移動。
- マンモス・レコード (Mammoth Record)
- リリック・ストリート・レコード (Lyric Street Records)
- サークル7・アニメーション (Circle 7 Animation)
- イメージムーバーズ (ImageMovers)
  - イメージムーバーズ・デジタル (ImageMovers Digital)
  - フォックス・ミュージック (Fox Music) - 2020年、ディズニーが「フォックス」ブランドを消滅した後、ハリウッド・レコードに吸収合併され解散。
  - ディズニー・ミュージック・パブリッシング (Disney Music Publishing) - ディスニー社所有の音楽の権利所持。
- ハイペリオンブックス (Hyperion Books) - アシェットに売却。現・アシェットブックス
- フォックス2000ピクチャーズ (Fox 2000 Pictures)[133]
- 20thデジタル・スタジオ (20th Digital Studio)